# Pegomya ramularis
Pegomya ramularis är en tvåvingeart som beskrevs av Masayoshi Suwa 1997. Pegomya ramularis ingår i släktet Pegomya och familjen blomsterflugor. Inga underarter finns listade i Catalogue of Life.